# Iglesia de Nuestra Señora del Pilar (Los Montesinos)
La iglesia parroquial de Nuestra Señora del Pilar en Los Montesinos (Provincia de Alicante, España), fue construida en 1886, hecho que evidencia la consolidación del asentamiento humano surgido espontáneamente en las inmediaciones de la laguna de Torrevieja, mediante la apropiación de un espacio público, ocupado desde mediados del siglo XIX. 
Fue quemada en la guerra pero afortunadamente ha sido reformada.
Hasta 1948 se mantuvo como ayuda de parroquia de la ermita ubicada en La Marquesa, en su génesis dependiente de San Miguel de Salinas, hacienda que en 1829 consiguió, en la reorganización eclesiástica realizada por el obispo Félix Herrero Valverde, la categoría de templo parroquial. Esta función la estuvo desempeñando algo más de un siglo; si bien, al no prosperar el caserío situado en el mencionado perdió de titularidad privada, su cometido fue decayendo en beneficio del dinamismo económico-demográfico que se manifiesta en el poblado de Los Montesinos.
El templo posee una nave central, dos laterales de menor tamaño, espacio dedicado al altar mayor, coro y torre. 
En la imaginería que la embellece destaca: imagen de Nuestra Señora del Pilar, talla de gran perfección, rubricada por el escultor pilarense José Sánchez Lozano; Virgen de la Dolorosa, espectacular obra de la escuela Salzillo y la sobrecogedora escultura de bulto redondo, el Cristo de la Agonía, de autor anónimo. 
Este templo ha sufrido modificaciones en su estructura interna y en su aspecto exterior en el período que transcurre desde 1996 a 1999.